# Mark Wiens
Mark Wiens (sinh ngày 26 tháng 2 năm 1986) là một blogger, vlogger, YouTuber người Mỹ, người dẫn chương trình truyền hình và chủ của nhà hàng có trụ sở tại Băng Cốc, Thái Lan.

## Đời tư
Wiens sinh ra ở Phoenix, Arizona trong một gia đình theo đạo Cơ đốc. Anh là người gốc Đức và Trung Quốc. Anh đã sống cùng gia đình ở Pháp, Cộng hòa Dân chủ Congo, và Nairobi, Kenya. Anh theo học tại trường Đại học Arizona State, tốt nghiệp năm 2008 với bằng Cử nhân Nghiên cứu Toàn cầu. Sau khi tốt nghiệp, Wiens đi du lịch khắp Nam Mỹ và trở thành giáo viên dạy tiếng Anh ở vùng núi Patagonia.
Trong khi dạy tiếng Anh ở Thái Lan, Wiens đã gặp vợ của mình, Ying, và sau đó họ có một người con trai sinh năm 2016.

## Sự nghiệp
Wiens được nhiều người coi là một trong những vlogger ẩm thực nổi tiếng trên thế giới.
Wiens đã xem Anthony Bourdain khi còn là một học sinh và gọi ông là người tiên phong.
Năm 2009, Wiens sáng lập ra trang web Migrationology.com, trang web cá nhân của anh về ẩm thực. Vào năm 2012, anh đã xuất bản một cuốn sách điện tử, với tiêu đề Eating Thai Food Guide, và bỏ việc để bắt đầu viết blog và làm video YouTube toàn thời gian. Các video vlog du lịch của Wiens ghi lại các chuyến thăm của anh tới hàng chục quốc gia. Anh đã được tờ New York Magazine, CNN và Andrew Zimmern giới thiệu như là một chuyên gia về ẩm thực Thái Lan.
Năm 2019, Wiens, cùng với blogger ẩm thực người Thái Lan, Khun Tan, nhà thiết kế và diễn viên Khun Pongthep, Gigg (Đầu bếp và Quán quân Iron Chef Thái Lan) mở một nhà hàng có tên là เผ็ดมาร์ค (Phed Mark), đặt trụ sở ở Băng Cốc, chuyên về món phat kaphrao.
Năm 2020, Wiens phối hợp với công ty du lịch Bangkokvanguards có trụ sở tại Băng Cốc, ra mắt "The Ultimate Bangkok Food Tour".
Năm 2022, Wiens đã được công bố là người dẫn chương trình "Food Affair with Mark Wiens" trên kênh HBO châu Á. Series chương trình đã được thực hiện với sự hợp tác của Tổng cục Du lịch Singapore, tập trung vào nền ẩm thực Singapore.

## Danh sách phim tham gia
| Năm  | Tựa đề                      | Vai diễn         | Ghi chú |
| ---- | --------------------------- | ---------------- | ------- |
| 2022 | Food Affair with Mark Wiens | Dẫn chương trình |         |